# Synchronous Data Link Control
Synchronous Data Link Control (SDLC) je komunikacijski protokol v IBM-ovi omrežni arhitekturi Systems Network Architecture. Pri IBM-u so ga razvili v 1970. letih za uporabo v omrežnih sistemih z osrednjim računalnikom. Podpira večtočkovne povezave in popravljanje napak pri prenosu.
Kmalu je postal de facto standard za sinhrono komunikacijo, zato sta ga prevzeli Mednarodna organizacija za standardizacijo (kot High-Level Data Link Control, HDLC) in Ameriški državni inštitut za standarde (kot Advanced Data Communication Control Procedures, ADCCP).